# Eleccions comunals andorranes de 2003

Guanyador de les eleccions comunals del 2003 a cada parròquia:
Partit Liberal d'Andorra
Partit Socialdemòcrata d'Andorra

Les eleccions comunals andorranes de 2003 es van celebrar el 14 de desembre de 2003 per escollir els consells comunals de les Parròques d'Andorra. Després de les eleccions, els consellers comunals van escollir els cònsols majors i menors de cada Comú, òrgan administratiu de cada parròquia.

## Sistema electoral
Els consells de comú han d'estar formats per un nombre parell de membres, sempre entre 10 i 16. El Consell de Comú de cada parròquia té la llibertat per escollir i modificar el nombre de consellers. Les persones que es vulguin presentar a les eleccions comunals han de perfeccionar una llista tancada que tingui almenys el mateix nombre de membres que escons a escollir. La candidatura ha de recollir avals d'un mínim del 0,5% del cens de la parròquia.
Cada elector només pot votar per una llista, sense alterar-ne ni l'ordre ni la composició.
La meitat dels escons queden assignats per al partit que hagi obtingut més vots als comicis. L'altra meitat dels escons es reparteix segons el mètode de les restes més altes, aplicant el quocient de Hare, incloent-hi el partit més votat. En cas que hi hagi empat en les llistes més votades, la meitat dels escons es reparteixen igual entre les forces que hagin empatat. Si no fos possible una distribució exacta, l'escó o els escons sobrants han de ser acumulats al nombre de consellers a repartir proporcionalment.

## Resultats

### Total nacional
| Partit                                            | Vots   | %    | Escons |
| ------------------------------------------------- | ------ | ---- | ------ |
| Partit Liberal d'Andorra                          | 4.466  | 40,8 | 48     |
| Partit Socialdemòcrata                            | 3.695  | 33,8 | 21     |
| Partit Liberal d'Andorra-Centre Demòcrata Andorrà | 758    | 6,9  | 3      |
| Segle 21                                          | 685    | 6,3  | 3      |
| Centre Demòcrata Andorrà                          | 439    | 4,0  | 0      |
| Grup Democràtic Parroquial                        | 393    | 3,6  | 2      |
| Grup d'Unió Parroquial Independents               | 283    | 2,6  | 2      |
| Unió per Canillo                                  | 228    | 2,1  | 3      |
| Vots en blanc                                     | 748    | –    | –      |
| Vots nuls                                         | 64     | –    | –      |
| Total                                             | 11.759 | 100  | 82     |
| Cens/participació                                 | 15.053 | 78,1 | –      |

El Partit Liberal va ser el partit més votat en 5 de les 7 parròquies. Aquestes eleccions van confirmar l'establiment del bipartidisme entre liberals i socialdemòcrates.

### Canillo
| Partit                   | Vots | %    | Escons |
| ------------------------ | ---- | ---- | ------ |
| Partit Liberal d'Andorra | 267  | 53,9 | 11     |
| Unió per Canillo         | 228  | 46,1 | 3      |
| Vots en blanc            | 17   | –    | –      |
| Vots nuls                | 1    | –    | –      |
| Total                    | 513  | 100  | 14     |
| Cens/participació        | 583  | 88,0 | –      |

### Encamp
| Partit                                            | Vots  | %    | Escons |
| ------------------------------------------------- | ----- | ---- | ------ |
| Partit Socialdemòcrata                            | 787   | 50,9 | 9      |
| Partit Liberal d'Andorra-Centre Demòcrata Andorrà | 758   | 49,1 | 3      |
| Vots en blanc                                     | 84    | –    | –      |
| Vots nuls                                         | 20    | –    | –      |
| Total                                             | 1.649 | 100  | 12     |
| Cens/participació                                 | 2.057 | 80,2 | –      |

### Ordino
| Partit                              | Vots | %    | Escons |
| ----------------------------------- | ---- | ---- | ------ |
| Partit Liberal d'Andorra            | 377  | 57,1 | 8      |
| Grup d'Unió Parroquial Independents | 283  | 42,9 | 2      |
| Vots en blanc                       | 70   | –    | –      |
| Vots nuls                           | 2    | –    | –      |
| Total                               | 732  | 100  | 10     |
| Cens/participació                   | 871  | 84,0 | –      |

### La Massana
| Partit                     | Vots  | %    | Escons |
| -------------------------- | ----- | ---- | ------ |
| Partit Liberal d'Andorra   | 562   | 47,4 | 8      |
| Grup Democràtic Parroquial | 393   | 33,2 | 2      |
| Partit Socialdemòcrata     | 230   | 19,4 | 0      |
| Vots en blanc              | 44    | –    | –      |
| Vots nuls                  | 2     | –    | –      |
| Total                      | 1.231 | 100  | 10     |
| Cens/participació          | 1.427 | 86,3 | –      |

### Andorra la Vella
| Partit                   | Vots  | %    | Escons |
| ------------------------ | ----- | ---- | ------ |
| Partit Socialdemòcrata   | 1.350 | 43,7 | 9      |
| Partit Liberal d'Andorra | 1.298 | 42,0 | 3      |
| Centre Demòcrata Andorrà | 439   | 14,2 | 0      |
| Vots en blanc            | 207   | –    | –      |
| Vots nuls                | 12    | –    | –      |
| Total                    | 3.306 | 100  | 12     |
| Cens/participació        | 4.555 | 72,6 | –      |

### Sant Julià de Lòria
| Partit                                   | Vots  | %    | Escons |
| ---------------------------------------- | ----- | ---- | ------ |
| Unió Laurediana-Partit Liberal d'Andorra | 809   | 47,9 | 9      |
| Segle 21                                 | 685   | 40,5 | 3      |
| Partit Socialdemòcrata                   | 196   | 11,6 | 0      |
| Vots en blanc                            | 94    | –    | –      |
| Vots nuls                                | 4     | –    | –      |
| Total                                    | 1.788 | 100  | 12     |
| Cens/participació                        | 2.242 | 79,8 | –      |

### Escaldes-Engordany
| Partit                   | Vots  | %    | Escons |
| ------------------------ | ----- | ---- | ------ |
| Partit Liberal d'Andorra | 1.153 | 50,5 | 9      |
| Partit Socialdemòcrata   | 1.132 | 49,5 | 3      |
| Vots en blanc            | 232   | –    | –      |
| Vots nuls                | 23    | –    | –      |
| Total                    | 2.540 | 100  | 12     |
| Cens/participació        | 3.318 | 76,6 | –      |